# 説話 (中国)
説話（せつわ）とは、中国の宋代、市井において一連の物語を語って聞かせた話芸のことをいう。「説」は「語る」、「話」は「物語」の意味である。北宋の首都開封や南宋の首都杭州のような大都会の芝居小屋では演劇や講談、雑伎などがさまざまな出し物があったが、そのなかで話芸に属するものを説話と呼び、「説話」をする芸人を説話人、その記録を話本（中国語版）と呼んだとされている。しかし現代においても話本の定義は定まっておらず、明代の「―話本」と呼ばれる短編小説を話本と言えるかどうかという疑義が増田渉や勝山稔から出されている。
演芸場所は、建物内（勾欄、茶楼、酒館など）のほか、広場、街頭でも行われた。

## 分類
ジャンル別に4つに分けられ、説話四家といわれたが、この4つは人ごとに解釈が異なり不分明である。小説（銀字児）・説経（談経）・講史（演史）・説諢話・合生・商謎といった形式が含まれる。

### 小説
小説または銀字児とは、市井のさまざまな物語を語る短編の話であり、その内容は、煙粉（恋愛物　梁山伯と祝英台など）・霊怪・伝奇・公案（裁判物）・鉄騎児（軍記物）などがある。
明代の『清平山堂話本』や『三言二拍』（馮夢龍編による『喩世明言』・『警世通言』・『醒世恒言』及び凌濛初編纂の『初刻拍案驚奇』・『二刻拍案驚奇』の総称）などは，宋・元代の話本小説をもとに改作したものである（『三言二拍』からの選集が今古奇観』である）。
なおここでいう「小説」という語は、後世のいわゆる小説とは異なっており、現代的な意味で使われるようになるのは16世紀頃である。

### 講史
講史または演史とは、歴史物語のことで長編のものが多い。『新編五代史平話』『大宋宣和遺事』『三国志平話』などがある。講史の話本のことを特に「平話」という。このうち『宣和遺事』は明代の長編小説『水滸伝』の成立に大きな影響を及ぼし（詳細は水滸伝の成立史参照）、『三国志平話』は同じく明代に完成した『三国志演義』のベースになったことで知られている（詳細は三国志演義の成立史参照）。

### 説経
説経または談経は、仏教説話のことをいう。唐代の俗講に由来する。禅問答形式を真似した説参請などもある。
『大唐三蔵取経詩話』は『西遊記』のもととなった（詳細は西遊記の成立史参照）。
明代には、宝巻という形式が成立する。

### その他
- 説諢話 - 滑稽話
- 合生 - 即興芸
- 商謎 - 謎解き

### 日本語文献
- 志村五郎　『中国説話文学とその背景』ちくま学芸文庫 2006年
- 志村五郎『中国古典文学私選　凡人と非凡人の物語』明徳出版社 2008年
- 沢田瑞穂『中国の伝承と説話』　＜研文選書＞　研文出版 1988年
- 高橋稔　『中国説話文学の誕生』　＜東方選書＞東方書店 1988年

## 注・出典
1. ↑  増田渉 『「話本」ということについて : 通説(あるいは定説)への疑問』、大阪市立大学 法文学部文学研究科紀要 『人文研究』16巻5号1965年 p.456-467 pdf
2. ↑  勝山稔 『白話小説研究における「話本」の定義について：中国白話小説研究における一展望（III）』、国際文化研究科論集、7巻、1999-12-20、p.244-209 pdf
3. ↑  りょうもうしょ、1580-1644年、字を玄房、号を初成、また即空観主人ともいう。浙江鳥程に生まれ、1591年12歳で秀才となるも1634年55歳にして上海県丞になる。その後1644年、農民の武装蜂起に抗拒し吐血して66歳で死んだ。著書は頗る多く、二拍も編纂と称しながら創作が多いとされる。